# الدعنة (السوم)

تعديل مصدري - تعديل

الدعنة هي إحدى قرى عزلة السوم بمديرية السوم التابعة لمحافظة حضرموت، بلغ تعداد سكانها 309 نسمة حسب تعداد اليمن لعام 2004.